# Kocuvan
Kocuvan je priimek v Sloveniji, ki ga je po podatkih Statističnega urada Republike Slovenije na dan 1. januarja 2010 uporabljalo 232 oseb.

## Znani nosilci priimka
- Bartol Kocuvan (1828–1889), učitelj in avtor
- Alenka Kocuvan Polutnik (*1947), arhitektka in krajinska arhitektka
- Eva Kocuvan (*1958), arheologinja, muzejska pedagoginja (NMS)
- Franja (Burja) Kocuvan (1901 - 1970), slovensko-češka pevka sopranistka
- Ivan Kocuvan
- Jasna Kocuvan (Štukelj), muzealka, kustosinja Jakčevega doma (NM)
- Jožef Kocuvan (*1953), ekonomist in politik
- Jurij Kocuvan, arhitekt, oblikovalec (mdr. razstav)
- Miro Kocuvan (*1947), atlet
- Miro Kocuvan (*1971), atlet, tekač na 400 m z ovirami
- Suzana Kocuvan, glasbena šolnica (Lendava)